# 5G
En telecomunicaciones, 5G son las siglas utilizadas para referirse a la quinta generación de tecnologías de telefonía móvil. Es la sucesora de la tecnología 4G la cual le provee conectividad a la mayoría de teléfonos móviles actuales. De acuerdo a la Asociación GSM, para 2025 se prevé que las redes 5G contarán con más de 1 700 millones de subscriptores en el mundo. Como su predecesor, las redes 5G son redes de celdas, cuya área de servicio está dividida en pequeñas regiones geográficas que llevan como nombre celdas. Todos los dispositivos 5G inalámbricos en una celda están conectados a Internet y a la red telefónica por ondas de radio mediante una antena de la celda.

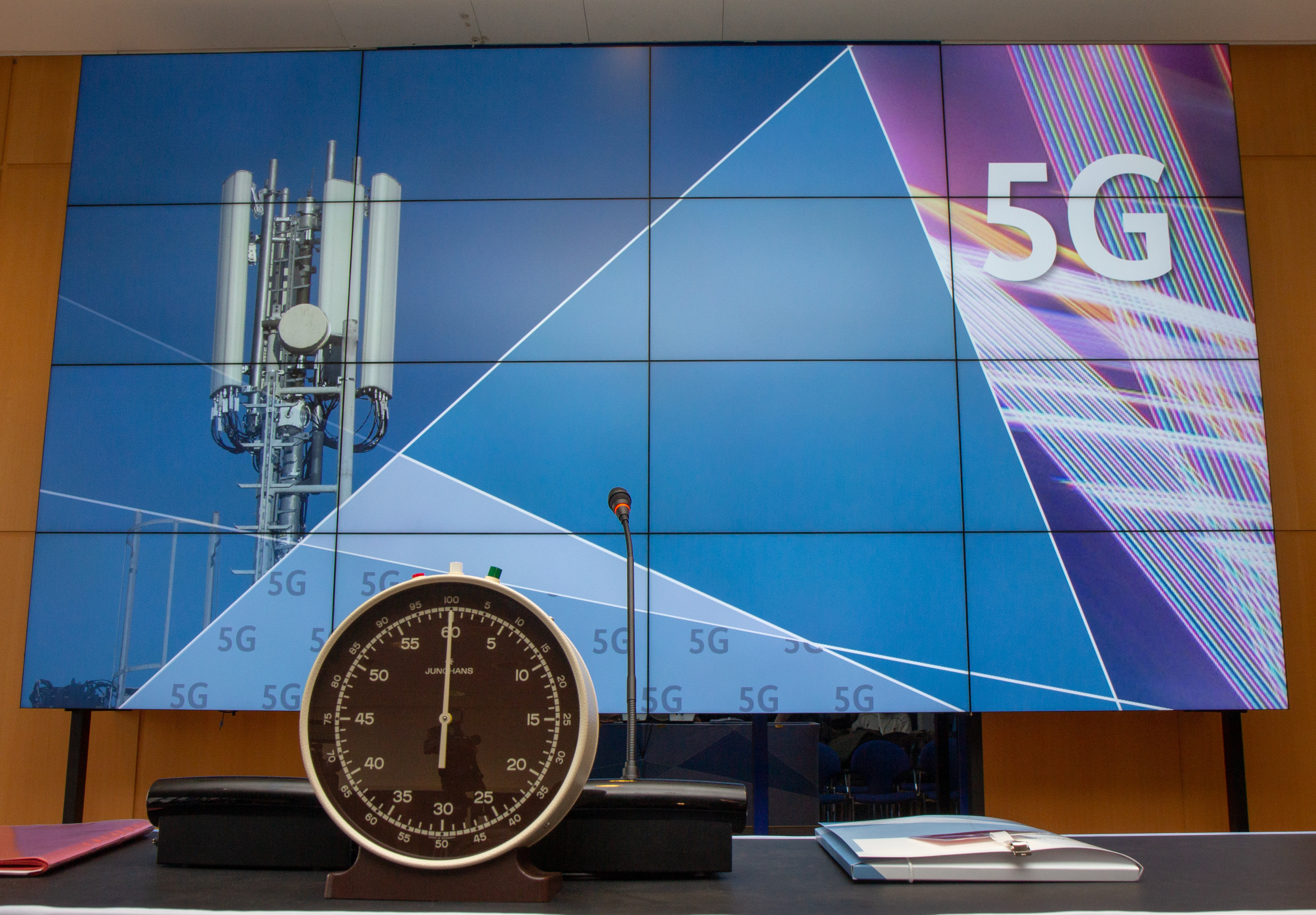
Reloj marcando el comienzo del servicio 5G en Alemania.

La ventaja más destacable de esta tecnología es que soportará un mayor ancho de banda, lo cual se traducirá en mayores velocidades de descarga, que pueden superar los 10 gigabits por segundo (Gbit/s). Debido al mencionado incremento, se espera que estas redes no solo sean utilizadas por teléfonos como ocurre con las redes de telefonía actuales, sino que también puedan ser empleadas para uso general en ordenadores de escritorio o portátiles. Por esta misma razón, se anticipa el desarrollo de nuevas aplicaciones en áreas como el internet de las cosas (IoT) y máquina a máquina. Los celulares con tecnología 4G no serán compatibles con las nuevas redes, por lo que se requerirán dispositivos que soporten 5G.
Mediante el uso de ondas de radio de altas frecuencias se logra el aumento sustancial de la velocidad. Sin embargo, existe un inconveniente al utilizar estas, y es que tienen muy poco rango físico, lo que hace necesario el uso de más celdas en comparación a las que se requieren en 4G. Las redes 5G operan en 3 bandas de frecuencias: baja, media y alta. Una red 5G estará constituida por hasta 3 tipos de celdas, cada una con un tipo de antena diferente. Estas antenas, proveerán diferentes relaciones entre velocidad de descarga vs distancias y área de servicio.
La banda baja de 5G usa el mismo rango de frecuencia que un terminal 4G, es decir 600-850 MHZ, garantizando una velocidad superior a la de 4G: 30-250 megabits por segundo(Mbit/s). Como cabría esperar, una torre celular de banda baja tiene un rango y cobertura similar a la de una torre 4G. Por otra parte, la banda media de 5G, el nivel de servicio más utilizado, usa  ondas de radio comprendidas entre los 2.5 y 3.7 GHz, permitiendo velocidades de 100-900 Mbits/s, en donde cada torre celular provee servicio a varios kilómetros de su radio. Finalmente, la banda alta de 5G, que es la que se espera utilizar en un futuro cercano, funciona con frecuencias comprendidas entre los 25 y los 39 GHz a una potencia de entre 0.01 mW y 20 W, para así alcanzar velocidades de descarga en el rango de los gigabit por segundo(Gbit/s), que es una cantidad comparable a la que alcanza el Internet por cable. El inconveniente de esta banda, es su límite rango que hace que se requieran muchas más celdas para garantizar calidad de servicio. El inconveniente de las ondas de alta frecuencia, es que experimentan problemas en atravesar algunos materiales como paredes o ventanas. Por motivos de costos, se planea utilizar estas celdas en sitios concurridos como estadios o coliseos, así como también en entornos urbanos densamente poblados. Las velocidades mencionadas previamente fueron los resultados extraídos de pruebas realizadas en 2020.
El consorcio de la industria responsable de los estándares de 5G es  3GPP 3rd Generation Partnership Program, (Proyecto asociación de tercera generación) y define cualquier sistema que utilice software 5G NR como “5G”, una definición que se popularizó a finales de 2018. Estándares mínimos son reglamentados por la Unión Internacional de Telecomunicaciones (ITU). Anteriormente, se reservaba el nombre 5G para sistemas que garantizaran descargas de 20 Gbit/s como lo especificó la ITU en el documento IMT-2020.
Actualmente está disponible su primera versión estandarizada (Release 15 - Stand Alone) aunque las empresas de telecomunicaciones continúan investigando nuevas tecnologías para posteriores versiones. Aunque a 2019 se lanzaron las primeras redes comerciales, se prevé que su uso se extienda exponencialmente desde 2020.

## Rendimiento

### Velocidad
Las velocidades en 5G fluctuan entre los ~50 Mbit/s y 4 gigabit/s. Las velocidades más altas son alcanzadas gracias a la banda milimetrica(mmWave). En marzo de 2021, por el uso de esta, se alcanzaba una velocidad máxima de 3.6 Gbit/s, cuando se probó en una red 5G Ultra WideBand de Verizon Wireless.
Sub-6 GHz 5G (5G de Banda media), permitirá velocidades comprendidas entre los 100 y los 400 Mbit/s, aunque se espera que con la banda milimétrica y en exteriores, los resultados sean mucho más prometedores.
Aunque el espectro de banda baja ofrezca un mayor rango y, por tanto, mayor cobertura, ofrece velocidades menores a las del resto de espectros. 
La velocidad de 5G NR (New Radio) en bandas de menos de 6 GHz puede ser ligeramente superior a la de 4G con una cantidad similar de espectro y antenas, sin embargo, algunas redes 3GPP 5G serán más lentas que algunas redes 4G avanzadas, como por ejemplo la red LTE/LAA de T-Mobile, que alcanza más de 500 Mbit/s en Manhattan y Chicago. 
Los parecidos en términos de rendimiento entre 4G y 5G en las bandas existentes es que 4G se aproxima al límite de Shannon. Las velocidades en 5G, por su parte, en la banda milimétrica, con su mayor ancho de banda pero su menor rango de alcance, es significativamente mayor a la de su antecesor.

## Desarrollo
La compañía sueca Ericsson fue la primera en alcanzar velocidades 5G, con demostraciones en directo del estándar previo a la tecnología de red (preestándar) 5G.
En noviembre de 2014, Huawei anunció la firma de un acuerdo con la operadora móvil rusa MegaFon para estandarizar y desarrollar redes 5G de prueba, en vistas a la Copa Mundial de Fútbol de 2018. En febrero de 2017, la Unión Internacional de Telecomunicaciones (UIT) dependiente de Naciones Unidas reveló alguna de las especificaciones de la tecnología 5G; entre ellas se incluyen velocidades teóricas de 20 Gbps de descarga y 10 Gbps de subida, y una latencia de 4 ms. Se pretende optimizar los dispositivos para hacerlo lo más eficiente posible para el Internet de las cosas (IoT, por sus siglas en inglés). Está previsto que todo el mundo utilice esa conectividad en 2025.

## Proyectos e investigación
- El programa surcoreano “5Gmobile communication systems based on beam-divisionmultiple access and relays with group cooperation” se formó en 2008. En Europa, Neelie Kroes, la Comisaría Europea, recibió en 2013 50 millones de euros para las investigaciones con el objetivo de entregar la tecnología móvil 5G en 2020. En particular, el Proyecto METIS 2020 fue impulsado por un fabricante de automóviles y varias empresas de telecomunicaciones, y prevé llegar a un consenso mundial sobre el futuro sistema de comunicaciones móviles. A raíz de esto, en 2013, otro proyecto se inició, llamado 5Green, ligado al proyecto METIS y con objetivo de desarrollar redes verdes 5G Móviles. Aquí, el objetivo es desarrollar directrices para la definición de la red de nueva generación con atención especial a aspectos de eficiencia energética, sostenibilidad y accesibilidad.
- El miércoles 20 de diciembre de 2017, el 3rd Generation Partnership Program (3GPP) aprobó, en Lisboa (Portugal), las especificaciones de Nueva Radio 5G No Autónoma (NSA 5G NR, o Non-Standalone 5G New Radio). Se trata del primer estándar de Quinta Generación (5G) de redes móviles aprobado oficialmente por el 3GPP .
- A principios de 2018 la compañía estadounidense Qualcomm publicó en su sitio web que la telefonía móvil 5G estaría disponible durante el año 2019.
- Bruno Jacobfeuerborn, CTO de Deutsche Telekom, dijo: “Consideramos que tanto el modo no autónomo como el independiente de la nueva radio son igualmente importantes para la integridad de la especificación estándar 5G. Esta finalización oportuna de la NSA es un paso importante en ese viaje y en el desarrollo del ecosistema 5G. Es crucial que la industria ahora redoble su enfoque en el modo Standalone para lograr el progreso hacia un sistema 5G completo, podemos brindar innovaciones clave de 5G, como la segmentación de red a nuestros clientes“.
- El 20 de febrero de 2018 Vodafone y Huawei completaron en España la primera llamada de móvil 5G del mundo.
- En agosto de 2018, Samsung dio a conocer que tenía listo el Samsung Exynos Modem 5100, su primer módem 5G, compatible con las especificaciones finales de la 3GPP. Está construido con tecnología de 10 nm y está preparado para las especificaciones 5G más actuales, 5G-NR, y para versiones anteriores de radio (4G, 3G, 2G, GSMA, etc) .
- El 20 de noviembre de 2018 la compañía Nokia y T-Mobile anunciaron la primera transmisión de datos 5G en la banda baja de 600 MHz, lo cual abre buenas perspectivas para esta frecuencia con miras al año 2020.[24]

- En Chile se realizaron las primeras pruebas de la red 5G en noviembre de 2017 y mayo de 2018, siendo la primera prueba efectuada por el operador Claro junto a la empresa de telecomunicaciones finlandesa, Nokia, posteriormente, en mayo de 2018, el operador nacional Entel junto a la empresa de telecomunicaciones sueca, Ericsson, realizaron la segunda prueba en el país, alcanzando un récord de velocidad de transferencia de datos en Sudamérica, de 24Gbps.[25]
- El 20 de febrero de 2019 Samsung presentó su primer móvil 5G, el "Samsung Galaxy S10 5G"

- El 24 de febrero de 2019, Huawei presentó su primer móvil 5G, el Huawei Mate X.

- El 25 de febrero de 2019 en el Mobile World Congress de Barcelona, España, la subsecretaria de la Subtel, Pamela Gidi, de Chile, anunció que para marzo de 2019 se lanzaría la licitación a las operadoras nacionales para el desarrollo de la Red 5G.[26] Se haría disponible 60Mhz de espectro a nivel nacional entre las bandas 700 MHz y 3,5 GHz.[27]
- El 9 de abril de 2019 en Uruguay la telefónica estatal ANTEL, con el soporte de Nokia, completó con éxito la instalación de la primera red comercial 5G en Latinoamérica y la tercera en el mundo después de Estados Unidos y Corea del Sur.[28]
- En junio de 2019, Vodafone España empezó a ofrecer 5G en las principales ciudades de España.
- El 13 de octubre de 2020, Apple presentó sus primeros teléfonos 5G, el "iPhone 12 Mini", "iPhone 12", "iPhone 12 Pro" y "iPhone 12 Pro Max".[29]
- En febrero de 2021, la Copa del Rey de la ACB fue el primer evento deportivo en España con conexiones televisivas por 5G.
- El 22 de febrero de 2022, la compañía mexicana Telcel lanza su red 5G con una cobertura inicial en las 18 ciudades más importantes y pobladas del país.
- El 22 de febrero de 2022, la telefónica Altice hizo[30] un evento con 3D MAPPING en la Fortaleza Ozama para lanzar su Red 5G en República Dominicana, Disponible de momento en la Zona Colonial y Santiago.
- Venezuela para 2024 anunció el lanzamiento del 5G con las 3 operadoras móviles que funcionan en el país, Movilnet que pertenece al estado, Digitel y Movistar. Sin embargo, aún no se encuentra disponible para todo el público, y la operadora Digitel está realizando pruebas en dos estados actualmente: Nueva Esparta y Barinas. Se prevé que estará aumentando su capacidad de conectividad durante los próximos dos años. [31]